# Miguel Ángel Peña
Miguel Ángel Peña (Granada, 8 juli 1970) is een Spaans voormalig wielrenner.

## Carrière
Peña nam deel aan negen grote rondes waarvan hij er vier uitreed. Hij won een aantal etappes in kleinere rondes. Zijn grootste overwinning is het algemeen klassement in de Ruta del Sol.

## Erelijst
1993
- Algemeen klassement Ronde van de Pyreneeën

1998
- 7e etappe Critérium du Dauphiné

2000
- 3e etappe Ruta del Sol
- Algemeen klassement Ruta del Sol
- 1e etappe Ronde van Catalonië (TTT)

## Resultaten in de voornaamste wedstrijden
| \| Jaar \| Ronde van Italië \| Ronde van Frankrijk \| Ronde van Spanje \| \| ---- \| ---------------- \| ------------------- \| ---------------- \| \| 1995 \| 72e \| \| 35e \| \| 1996 \| \| \| opgave \| \| 1997 \| \| \| \| \| 1998 \| \| opgave \| \| \| 1999 \| 41e \| 43e \| opgave \| \| 2000 \| \| opgave \| \| \| 2001 \| opgave \| \| \|(*) tussen haakjes aantal individuele etappe-overwinningen |                  |                     |                  |
| Jaar | Ronde van Italië | Ronde van Frankrijk | Ronde van Spanje |
| 1995 | 72e              |                     | 35e              |
| 1996 |                  |                     | opgave           |
| 1997 |                  |                     |                  |
| 1998 |                  | opgave              |                  |
| 1999 | 41e              | 43e                 | opgave           |
| 2000 |                  | opgave              |                  |
| 2001 | opgave           |                     |                  |